# Tatjana Tališeva
Tatjana Andrejevna Tališeva (rusko Татьяна Андреевна Талышева), ruska atletinja, * 15. oktober 1937, Barnaul, Sovjetska zveza.
Nastopila je na poletnih olimpijskih igrah v letih 1964 in 1968, ko je osvojila bronasto medaljo v skoku v daljino in osmo mesto v teku na 80 m z ovirami. Na evropskih dvoranskih prvenstvih je leta 1967 osvojila naslov prvakinje v štafeti 4x150 m.